# Cougar (település)
Cougar az Amerikai Egyesült Államok északnyugati részén, Washington állam Cowlitz megyéjében elhelyezkedő önkormányzat nélküli település.
Cougar postahivatala 1902 óta működik. A település nevét a pumáról (cougar) kapta.

## Nevezetes személy
- Garry Bennett, zenész[5]

## Fordítás
- Ez a szócikk részben vagy egészben  a   Cougar, Washington című angol Wikipédia-szócikk ezen változatának fordításán alapul.  Az eredeti cikk szerkesztőit annak laptörténete sorolja fel. Ez a jelzés csupán a megfogalmazás eredetét és a szerzői jogokat jelzi, nem szolgál a cikkben szereplő információk forrásmegjelöléseként.